# Stargate (computerspel)
Stargate is een platformspel ontwikkeld door Acclaim Entertainment voor de SNES en Mega Drive. Het spel is uitgekomen in 1995.
Het spel volgt enkele hoofdpunten uit de Stargate-film, maar creëert ook nieuwe zijverhalen.

## Spel
Stargate is een typisch side-scrolling platformspel. De speler bestuurt Kolonel Jack O'Neill door diverse obstakels door te rennen, klimmen, en springen. O'Neill heeft een levensbalk en een indicator van zijn wapens en granaten. De meeste missies bestaan uit het vinden van personen in het spel op andere locaties.
In het spel vinden drie gevechten plaats met een eindbaas: twee keer met Anubis en een laatste confrontatie met Ra. Als de speler niet alle zeven fragmenten van de bom vindt zal deze het spel verliezen, zelfs als hij Ra verslaat.
De speler heeft een machinegeweer die tijdelijk sterker kan worden door het onderweg oppikken van speciale voorwerpen.

## Ontvangst
Het spel werd matig ontvangen. In recensies kreeg het spel een score van 3,8 van 10. Grafische elementen en animaties werden geprezen, maar er was kritiek op de besturing.